# Lalgaye
Lalgaye ist sowohl eine Gemeinde (französisch commune rurale) als auch ein dasselbe Gebiet umfassendes Departement im westafrikanischen Staat Burkina Faso in der Region Centre-Est und der Provinz Koulpélogo. Die Gemeinde hat in 17 Dörfern 15.063 Einwohner. Lalgaye liegt auf dem vor mehr als zwei Milliarden Jahren entstandenen präkambrischen Granitsockel, der drei Viertel der Landesfläche ausmacht und einen Teil des Mittelabschnitts der Oberguineaschwelle darstellt. Das Relief dieser flachwelligen Hochebene ist durch Senken, Kuppen, Hügel und vereinzelte Inselberge geprägt, die im Birrimien entstanden sind, zumeist von Lateritpanzern bedeckt sind und Granitintrusionen aufweisen. Bis zur Kolonisierung durch die Franzosen war Lalgaye ein unabhängiges Königreich. Der Ort liegt an der Nationalstraße 17 östlich von Tenkodogo, Nachbarort im Osten ist Dourtenga.

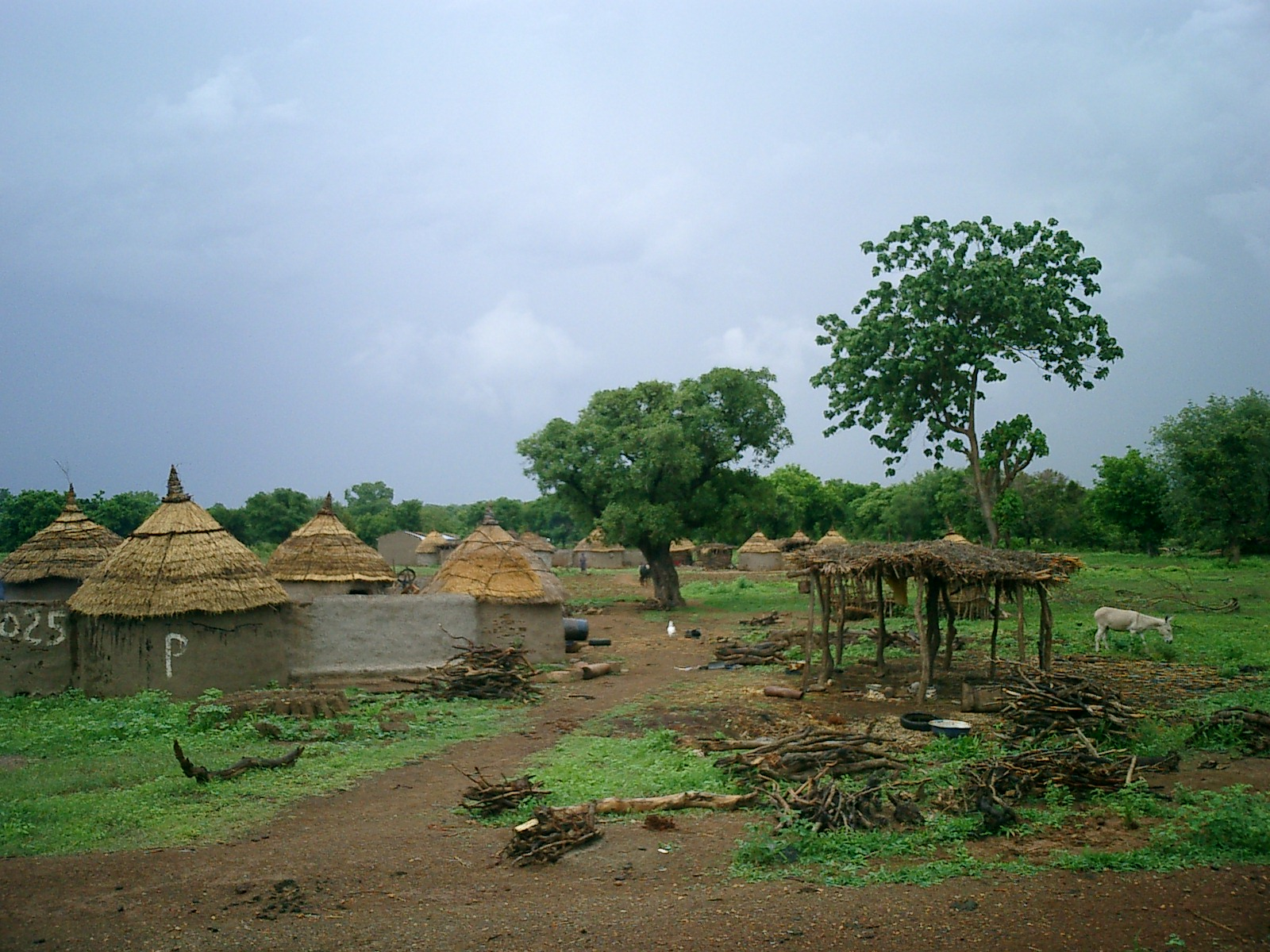
Lalgaye während der Regenzeit